# Mompha subiridescens
Mompha subiridescens é uma espécie de mariposa do gênero Mompha pertencente à família Coleophoridae.